# Королёва, Марина Александровна
Мари́на Александровна Королёва (род. 1 апреля 1960, Москва) — российская журналистка, радио- и телеведущая, писательница, драматург, филолог. Кандидат филологических наук.
Член Совета по русскому языку при правительстве России (до 2016 года). Председатель жюри Пушкинского конкурса для учителей русского языка стран СНГ и дальнего зарубежья. Автор еженедельной рубрики «Говорим по-русски» в «Российской газете», посвящённой русскому языку (до 2018 года). В 1994—2015 годах — ведущая и редактор, а также с 2003 по 2015 год — заместитель главного редактора по кадрам радиостанции «Эхо Москвы».
С 2016 года — профессор НИУ ВШЭ (Факультет креативных индустрий).

## Биография
Окончила Отделение структурной и прикладной лингвистики филологического факультета МГУ им. М. В. Ломоносова.
В 1990 году после аспирантуры Института иностранных языков им. М. Тореза стала кандидатом филологических наук, защитив диссертацию по психолингвистике (тема — «Психолингвистический анализ речевых автоматизмов (На материале речевых ошибок)», научный руководитель — А. М. Шахнарович).
В 1990—1992 годах — консультант по русскому языку в отделе дикторов Всесоюзного радио.
В 1992—1994 годах — ведущая новостей на радиостанции «Открытое радио», консультант по русскому языку и ведущая новостей на радиостанции «Радио России».
В 1994 году пришла на радиостанцию «Эхо Москвы» по приглашению первого главного редактора Сергея Корзуна. Начинала в качестве ведущей новостей. Информационные выпуски вела в течение 18 лет. Параллельно вела такие программы, как «Разворот» (с В. Варфоломеевым), «Особое мнение» (одновременно в эфире «Эха Москвы» и телекомпании RTVI), программу «Выбор ясен» (с известным экономистом Е. Г. Ясиным).
С 2003 года — заместитель главного редактора по кадрам. С 2005 по 2015 год руководила на радиостанции «Эхо Москвы» ежегодной практикой для студентов и стажёров.
С 1998 по 2015 год — автор и ведущая еженедельных популярных программ «Говорим по-русски» (совместно с Ольгой Северской), «Поехали» о проблемах миграции (2008—2013), а также автор и ведущая ежедневных программ «Как правильно» о русских словах и выражениях.
В разное время вела телепрограммы и рубрики о русском языке на телеканалах НТВ («Это правильно»), «Бибигон» («Говорим без ошибок»), «Культура» (эксперт программы «Правила жизни»).
В «Российской газете» с 2000 по 2018 год вела еженедельную рубрику «Говорим по-русски».
В марте 2014 года вместе с рядом других деятелей науки и культуры выразила своё несогласие с политикой российской власти в Крыму.
1 января 2016 года ушла с «Эха Москвы» из-за разногласий с главным редактором А. А. Венедиктовым.
Муж — медик, поэт Юрий Хейфец (псевдоним — Борис Берг).

## Работы

### Книги
Материалы передач и колонок Марины Королёвой легли в основу трёх книг о русском языке: «Говорим по-русски с Мариной Королёвой» (М., «Слово», 2003), «Говорим по-русски правильно» (М., «Российская газета», 2007) и «Чисто по-русски» (М., студия Pagedown, 2014).
Автор романа «Верещагин (Кончерто гроссо)» (М., Астрель, 2012). В январе 2013 года роман был назван «лучшей книгой, написанной журналистом» 2012 года.
Книга «Верещагин и другие. Роман и три пьесы для чтения» (М., ArsisBooks, 2020)
Книга «Чисто по-русски. Говорим и пишем без ошибок» (М., АСТ, 2022)

### Пьесы
Автор трех пьес:
- «Тополь. Хроники радио» (2005)[23] (вошла в список десяти лучших пьес 2006 года конкурса «Действующие лица»).[3]
- «Ник» (2007)[24]. Переведена на китайский язык, вышла в сборнике «Пьесы из России» (2014).
- «Узел» (2019). Участвует в драматургическом конкурсе «Действующие лица».[25]

### Интервью
В рамках радиопередач «Эхо Москвы» гостями Марины Королёвой были видные деятели политики и культуры. В частности, Михаил Горбачёв, Михаил Саакашвили, Сергей Собянин, Анджей Вайда, Морис Дрюон, Андрей Звягинцев, Владимир Лукин, Александр Лебедев, Григорий Явлинский, Александр Проханов, председатель Мосгордумы Владимир Платонов, социолог Олег Яницкий, социолог Владислав Иноземцев и др.

## Книги
- Марина Королёва. «Говорим по-русски правильно». — М.: Российская газета, 2007. — 464 с. — 20 000 экз. — ISBN 978-5-94829-020-1.
- Марина Королёва. «Говорим по-русски с Мариной Королёвой». — М.: СЛОВО/SLOVO, 2005. — 312 с. — ISBN 5-85050-719-1.[37]
- Марина Королёва. «Чисто по-русски». — М.: студия Pagedown, 2014. — 512 с. — ISBN 978-5-905815-10-2[38]
- Пьеса «Тополь»[39] о буднях радио[40]. В 2006 году пьеса вошла в шорт-лист Всероссийского драматургического конкурса «Действующие лица»[41][42]
- Марина Королёва. «Верещагин (Кончерто гроссо)». — М.: Астрель, 2012. — 284 с. — 2500 экз. — ISBN 978-5-271-44971-0.

## Премии
- 2007 — «Книга года» в номинации «Русский литературный» за книгу «Говорим правильно по-русски» (М.: Российская газета, 2007)[2]
- 2012 — премия Федерального агентства по печати и массовым коммуникациям за лучшую книгу журналиста 2012 года за роман «Верещагин. Кончерто гроссо»[3]